# بوگاتینیا
بوگاتینیا (به لاتین: Bogatynia) یک شهرک در لهستان است که در استان سیلزی سفلی واقع شده است.

## خصوصیات
بوگاتینیا ۵۹٫۸۸ کیلومترمربع مساحت و ۱۹٬۰۶۸ نفر جمعیت دارد.